# 项安世
項安世（1129年—1208年），字平甫，號平庵。其先括蒼（今浙江麗水）人，後家江陵（今屬湖北）。

## 生平
孝宗淳熙二年（1175年）進士，光宗紹熙四年（1193年）任秘書省（管理皇家典籍）正字，隔年为校书郎兼实录院检讨官。宁宗慶元元年出通判池州，开禧二年（1206年）起知鄂州，迁户部员外郎、湖广总领。及後以太府卿終其官職。慶元年間因謫居江陵，足不出戶，專事研究，於《左傳》、《周易》諸經皆有見解，項安世自謂其學得自程頤《易傳》，紀曉嵐評價：「安世之經學深矣，何可輕詆也。」嘉定元年（1208年）卒。有《周易玩辞》十六卷、《项氏家说》、《平庵悔稿》等。其生平可見於《館閣續錄》、《宋史》。